# Ischnoptera panamae
Ischnoptera panamae es una especie de cucaracha del género Ischnoptera, familia Ectobiidae. Fue descrita científicamente por Hebard en 1920.
Habita en Panamá y Colombia.